# Bas Diederen
Bas Diederen (19 mei 1980) is een Nederlands triatleet uit 
Echt. Hij werd meervoudig Nederlands kampioen triatlon op de olympische afstand en de middenafstand. 
Hij komt uit het wedstrijdzwemmen. In 2003 kwalificeerde hij zich voor de Europese kampioenschappen triatlon op de olympische afstand in Karlovy Vary. Met een tijd van 2:04.28 eindigde hij op een 37e plaats. Snelste Nederlander bij deze wedstrijd was Dennis Looze, die in 1.58.49 over de finish kwam.
Zijn eerste grote succes boekte hij in 2005. Toen won hij bij de Nederlandse kampioenschappen triatlon op de olympische afstand een gouden medaille. In 2008 won hij het Nederlandse kampioenschap triatlon op de middenafstand in Nieuwkoop. Ook won hij dat jaar de Peter Rusmanloop (10 mijl) door als enige deelnemer binnen het uur te blijven. Zijn titel op de olympische afstand kon hij wegens een blessure niet verdedigen. Hij had een stressfractuur opgelopen in zijn rechteronderbeen.
Het jaar erop prolongeerde hij zijn nationale titel op de middenafstand. In 2011 is Bas Diederen lid geworden van het professionele triathlonteam Team4Talent.

## Titels
- Nederlands kampioen triatlon op de olympische afstand - 2005, 2006, 2007, 2009, 2011, 2012, 2013
- Nederlands kampioen triatlon op de middenafstand - 2008, 2009, 2010

## Belangrijke prestaties

### triatlon
- 2001: 4e SP triatlon in Geel
- 2001: 4e NK olympische afstand in Holten
- 2002: 4e Sprinttriatlon in Stein
- 2003: 37e EK olympische afstand in Karlovy Vary - 2:04.27
- 2003:  NK olympische afstand in Stein - 1:53.36
- 2004: 56e EK olympische afstand in Valencia - 1:56.00
- 2005: 13e Wereldbekerwedstrijd in Akaba
- 2005:  NK olympische afstand in Stein - 2:00.19
- 2006:  NK olympische afstand in Stein - 1:51.46
- 2006: 16e Wereldbekerwedstrijd in Qatar
- 2006: 30e EK olympische afstand in Autun - 2:02.44
- 2007:  NK olympische afstand in Stein - 1:52.30
- 2008:  NK middenafstand in Nieuwkoop - 3:48.02
- 2009:  NK middenafstand in Nieuwkoop - 3:49.26
- 2009:  NK olympische afstand in Stein - 1:52.26
- 2009: 5e EK team in Holten - 1:48.03
- 2010:  NK middenafstand in Nieuwkoop - 3:48.42
- 2010:  NK olympische afstand in Holten - 2:02.24
- 2011:  NK middenafstand in Didam - 3:30.56
- 2012:  Challenge Costa de Barcelona - Maresme 8:20
- 2012:  Triatlon van Veenendaal - 1:51.16
- 2012:  Ironman Mexico (Cozumel) - 8:22.55
- 2013:  Ironman Frankfurt - 08:12:07
- 2013:  Triatlon van Veenendaal - 1:46.12
- 2015:  Middenafstand in Nieuwkoop - 3:57:22
- 2015:  Ironman Maastricht - 8:27:18

### duatlon
- 2002:  Duatlon in Weert